# Josep-Maria Martín
Los proyectos artísticos de Josep-Maria Martín están centrados en crear desde el arte, nuevas estrategias de intervención en ciertas estructuras consolidadas en la sociedad actual, pero no por ello carentes de fisuras. Con una voluntad subjetiva y reflexiva, cuestiona y critica la realidad sobre la que decide trabajar. Sus piezas hacen hincapié en la idea de proceso, investigación, participación, implicación y negociación, haciendo que los agentes identificados para cada proyecto se conviertan en verdaderos generadores de un proyecto común.
Le interesa el arte cuyo objetivo supera el ámbito estético: no se pueden negar los problemas con que nos enfrentamos en el entorno político, social, antropológico, de ordenación del territorio y la planificación urbana, etc. 

## Biografía
Josep-Maria Martín (Ceuta, España, 1961) vive y trabaja en Barcelona, Perpiñán y Ginebra. Artista visual que acostumbra a colaborar con otros profesionales y/o “ciudadanos de a pie”, que pudieran estar vinculados al proyecto: artistas, arquitectos, escritores, trabajadores sociales, diseñadores, médicos, enfermeras, investigadores, etc. El trabajo consiste en abrir procesos participativos de investigación y análisis en contextos específicos buscando grietas en los sistemas sociales o personales. A partir de ahí, negocia y crea prototipos que se ponen en práctica, haciendo de su utilización una experiencia reveladora.
Es profesor responsable del Pole Arts Actión, HEAD (Haute École d’Art et de Design, Geneva University of Art and Desing), Suiza, y Responsable Pedagógico en la L’École Supérieure des Beaux-Arts de Perpiñán, Francia.

## Proyectos
- Milutown Bus Stop y Museo de las Constelaciones Familiares: EchigoTsumari Art Trienal. Niigata, Japón.
- Yokohama Dances Port: Yokohama Museum of Art, Japón.
- La confianza nos hace libres: Project Room, Arco, Madrid.
- Nigerian Gilrs: Bienal de Turín, Italia, y Platform, Vaasa. Finlandia.
- El domador de Cocodrilos: 9e Biennale de l’Image en Mouvement, Ginebra, Suiza.
- Ceramic Juice: Espai d’Art Conteporani de Castelló.
- How dificult it is to sleep alone: Centre d’Art Santa Mònica, Barcelona.
- Rincón de Sueños, una ludoteca para los niños trabajadores del Mercado Central de Abastos: Laboratorio Arte Alameda, México.
- ¿De parte de quién? Call Free: Banquete_, Palacio de la Virreina, Barcelona.
- Un Prototipo para la Buena Migración, Centro de Formación e Información sobre la frontera: InSite_05 ,Tijuana, México y San Diego, USA.
- La casa de la Negociación: Fri Art, Friburgo, Suiza. Kansai project, Osaka, Japón.
- Who’s on the line? Call for Free!: Colonia, Hamburgo, Berlín, Stuttgart, Frankfurter BuchMesse, Alemania.
- Prototipo de espacio para gestionar las emociones en el Hospital: EAC, Hospital Provincial de Castelló, Special Project, Arco’08… solo paso que el gobierno no pudo hacer nada ella trabajo or muchos años project, de dundaia